# 貝賓頓
貝賓頓（Bebington）是英國的一座城鎮，位於默西塞德郡。附近的大都市有利物浦。電影《烈火戰車》有場景在這裡拍攝。

## 外部連結
- 中的“貝賓頓”
- Bebington District Explorer Scouts （页面存档备份，存于）
- Bebington Sea Cadets